# 索尼美国

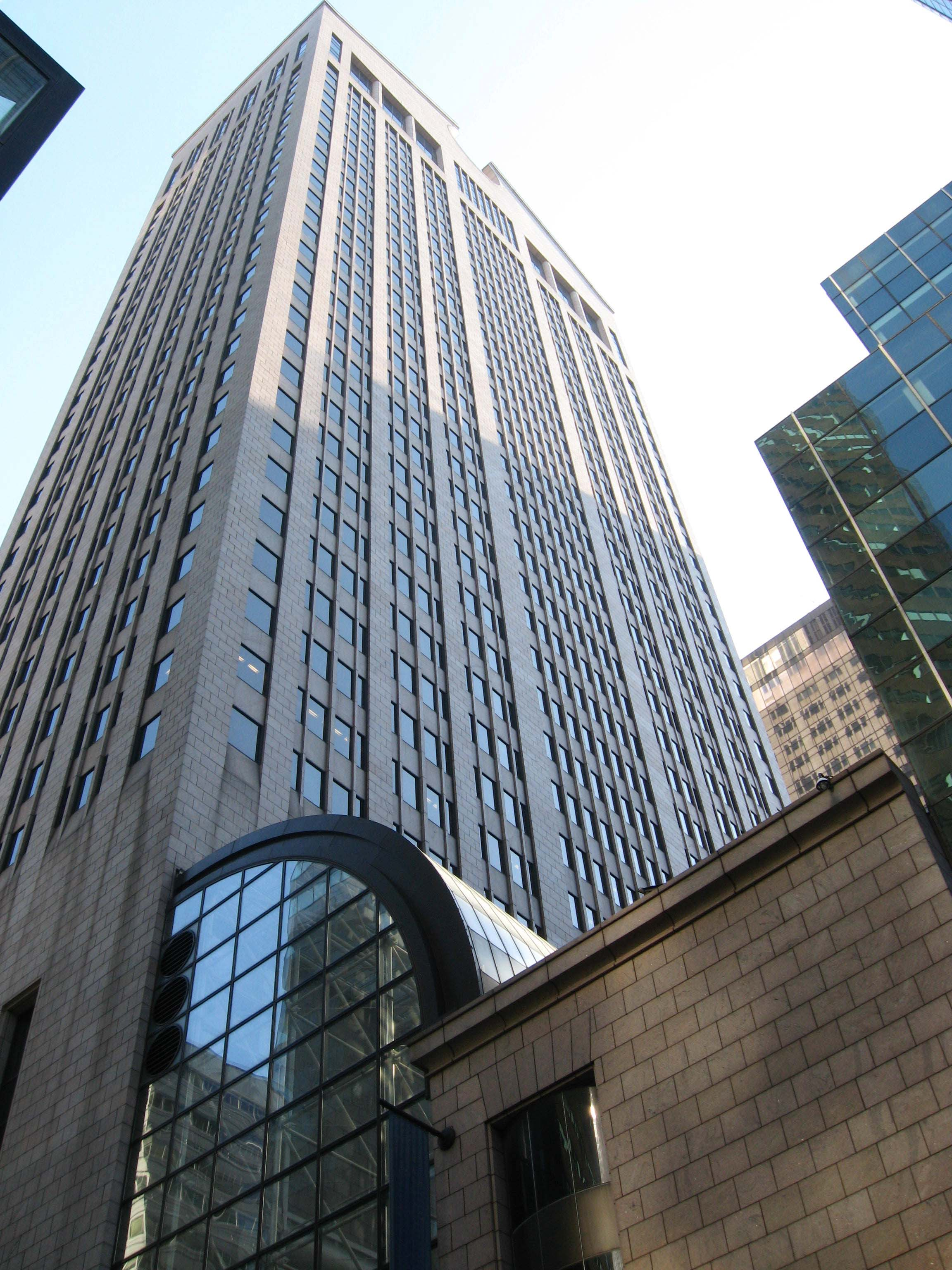
曾在纽约曼哈顿麦迪逊大道550号的索尼美国分部大厦

索尼美国（Sony Corporation of America）是日本索尼集團公司设在美国纽约市的子公司，用于管理公司在美国的业务。
索尼在美国的主要业务包括美国索尼电子、索尼影视娱乐、索尼互动娱乐、索尼音乐娱乐、索尼/联合电视音乐出版。

## 子公司
| 名称                     | 成立时间       | 地点     | 母公司           |
| ------------------------ | -------------- | -------- | ---------------- |
| 美国索尼电子             | 1960年2月15日  | 圣迭戈   | 索尼美国         |
| 索尼娱乐                 | 2012年         | 纽约     | 索尼美国         |
| 索尼影视娱乐             | 1991年8月7日   | 卡尔弗城 | 索尼娱乐         |
| 索尼影视娱乐日本         | 1984年2月10日  | 东京     | 索尼影视娱乐     |
| 索尼影業電影集團         | 1998年         | 卡尔弗城 | 索尼影视娱乐     |
| 索尼家庭娛樂             | 1978年6月      | 卡尔弗城 | 索尼影業電影集團 |
| Sony Wonder              | 1991年7月26日  | 纽约     | 索尼家庭娛樂     |
| 索尼影视电视             | 1948年11月     | 卡尔弗城 | 索尼影视娱乐     |
| 索尼音乐娱乐             | 2008年         | 纽约     | 索尼娱乐         |
| 索尼/联合电视音乐出版    | 1955年         | 纽约     | 索尼娱乐         |
| 索尼互动娱乐             | 1993年11月16日 | 聖馬特奧 | 索尼美国         |
| 索尼数字音频光盘公司美国 | 1983年         | 特雷霍特 | 索尼美国         |
| 索尼移动通信美国         | 2001年10月1日  | 聖馬特奧 | 索尼移动通信     |

## 外部連結
- 索尼美国（英文） （页面存档备份，存于）